# هنري مالكوم
هنري مالكوم (4 يوليو 1914 - 6 يناير 1995)  (بالإنجليزية: Henry Malcolm)‏ هو لاعب كريكت بريطاني وبريطاني (وحمل سابقاً جنسية المملكة المتحدة لبريطانيا العظمى وأيرلندا).

## وصلات خارجية
- هنري مالكوم على موقع إي آس بي آن كريك إنفو (الإنجليزية)